# Spy-Bi-Wire
Spy-Bi-Wire (SBW) is een communicatieprotocol van Texas Instruments voor de MSP430 reeks microcontrollers. Het protocol is een geserialiseerde variant van JTAG en maakt gebruik van slechts twee verbindingen. Met Bi-Wire wordt verwezen naar zowel by wire (per bedrading) als de mogelijkheid om de microcontroller te programmeren of debuggen met behulp van slechts twee (bi) draden (in plaats van vier draden, zoals bij JTAG).